# After Like
After Like è il terzo single album del girl group sudcoreano Ive, pubblicato nel 2022.

## Tracce
1. After Like – 2:56 (testo: Seo Ji-eum, Mommy Son, Rei – musica: Ryan S. Jhun, Anders Nilsen, André Jensen, Iselin Solheim)
2. My Satisfaction – 3:13 (testo: Lee Seu-ran – musica: Ryan S. Jhun, Josh Cumbee, Afshin Salmani, Nat Dunn, Ilan Kidron, Anna Timgren, Justin Reinstein)